# Marc Deheneffe
Marc Deheneffe (Uccle, 22 agosto 1961) è un ex cestista, dirigente sportivo e politico belga.

## Carriera
Con il Belgio ha disputato i Campionati europei del 1993.

## Palmarès
- Campionato belga: 3

Raching Mechelen: 1991-92, 1992-93
Spirou Charleroi: 1996-97
- Coppa del Belgio: 2

Raching Mechelen: 1993